# Patinação artística nos Jogos Olímpicos de Inverno de 1960 - Duplas
A competição de duplas da patinação artística nos Jogos Olímpicos de Inverno de 1960 foi disputado entre 13 duplas.

## Medalhistas
| Ouro   | CAN Barbara Wagner / Robert Paul        |
| Prata  | EUA Marika Kilius / Hans-Jürgen Bäumler |
| Bronze | USA Nancy Ludington / Ronald Ludington  |

## Resultados
| #                 | Nome                                 | País                   | Pontos | Pos. |
| ----------------- | ------------------------------------ | ---------------------- | ------ | ---- |
| Medalha de ouro   | Barbara Wagner / Robert Paul         | CAN Canadá             | 80.4   | 7    |
| Medalha de prata  | Marika Kilius / Hans-Jürgen Bäumler  | EUA Equipe Alemã Unida | 76.8   | 19   |
| Medalha de bronze | Nancy Ludington / Ronald Ludington   | USA Estados Unidos     | 76.2   | 27.5 |
| 4                 | Maria Jelinek / Otto Jelinek         | CAN Canadá             | 75.9   | 26   |
| 5                 | Margret Göbl / Franz Ningel          | EUA Equipe Alemã Unida | 72.5   | 36   |
| 6                 | Nina Zhuk / Stanislav Zhuk           | URS União Soviética    | 72.3   | 38   |
| 7                 | Rita Blumenberg / Werner Mensching   | EUA Equipe Alemã Unida | 70.2   | 53   |
| 8                 | Diana Hinko / Heinz Döpfl            | AUT Áustria            | 69.8   | 54.5 |
| 9                 | Liudmila Belousova / Oleg Protopopov | URS União Soviética    | 68.6   | 54.5 |
| 10                | Maribel Owen / Dudley Richards       | USA Estados Unidos     | 67.5   | 69   |
| 11                | Ila Ray Hadley / Ray Hadley          | USA Estados Unidos     | 65.7   | 78   |
| 12                | Jacqueline Mason / Marvyn Bower      | AUS Austrália          | 63.7   | 83   |
| 13                | Marcelle Matthews / Gwyn Jones       | RSA África do Sul      | 63.6   | 85.5 |

Legenda
| Recorde mundial      | Recorde mundial (World record)               |                       | Recorde africano                      | Recorde africano (African) |                                           | Q | Classificado por posição (Qualified) |
| Recorde olímpico     | Recorde olímpico (Olympic record)            | Recorde da América    | Recorde da América (Americas)         | q                          | Classificado por melhor tempo (Qualified) |   |                                      |
| Melhor marca do ano  | Melhor marca do ano (World leading)          | Recorde asiático      | Recorde asiático (Asian)              | DNS                        | Não largou (Did not start)                |   |                                      |
| Recorde nacional     | Recorde nacional (National record)           | Recorde europeu       | Recorde europeu (European)            | DNF                        | Não terminou (Did not finish)             |   |                                      |
| Recorde pessoal      | Recorde pessoal do atleta (Personal best)    | Recorde da Oceania    | Recorde da Oceania (Oceania)          | DSQ / DQ                   | Desclassificado (Disqualified)            |   |                                      |
| Recorde da temporada | Recorde da temporada do atleta (Season best) | Recorde sul-americano | Recorde sul-americano (South America) | NM                         | Sem marca (No mark)                       |   |                                      |